# Orinoca
Orinoca és una petita ciutat en el departament bolivià d'Oruro. El 2001 tenia 163 habitants, sent el centre administratiu del districte d' Orinoca. És troba a 3.788 metres per sobre del nivel del mar, a 185 km al sud de la capital del departament, Oruro, i a 20 km a l'oest del llac Poopó. El poble de Isallavi en el districte d'Orinoca és el lloc de naixement d'Evo Morales, el President de Bolívia des de 2006.